# Francis Carco

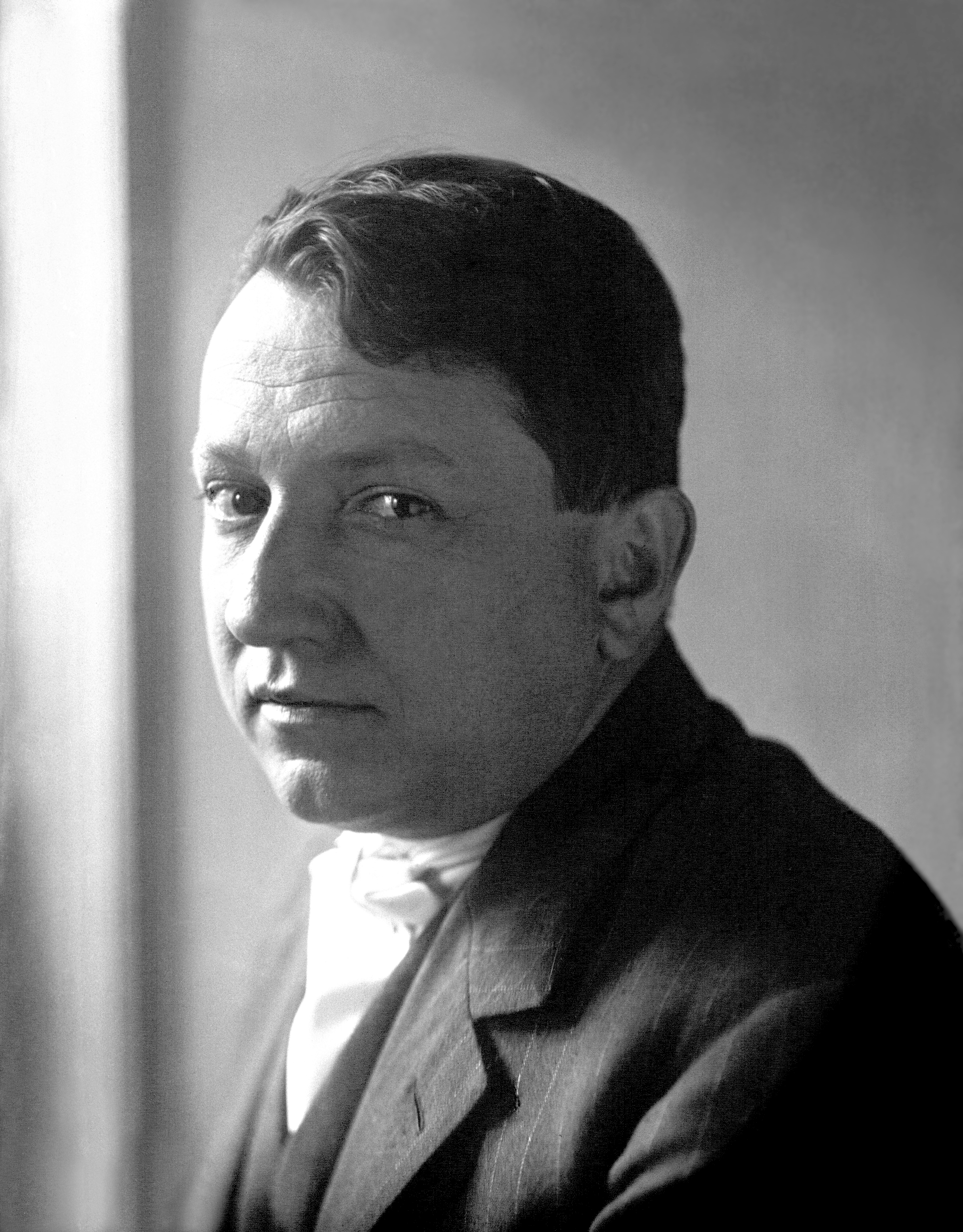
Francis Carco in 1923

Francis Carco, eigenlijk François Carcopino-Tusoli, (Nouméa, Nieuw Caledonië, 3 juli 1886 – Parijs, 26 mei 1958) was een Franse schrijver. Hij schreef romans, poëzie, toneel en kritieken. Zijn werk is vaak pittoresk en maakt veel gebruik van het Parijse argot (Bargoens). Hij werd de 'romancier des apaches' genoemd, de romancier van de boevenwereld. Zijn eerste succesroman, Jésus la Caille (1914) speelt onder mannelijke prostitués en misdadigers in Montmartre.
Zijn vader was inspecteur van Domeinen en zijn eerste tien jaar bracht hij door op Nieuw Caledonië, waar hij elke dag geketende misdadigers voorbij zag komen op weg naar het gevangeniseiland Nou. Zijn leven lang zou hij gefascineerd blijven door het leven van de zelfkant. Daarna verhuisde het gezin naar Villefranche-de-Rouergue in Frankrijk; Carco bracht ook een groot deel van zijn jeugd door bij zijn grootmoeder in Nice. Als adolescent begon hij met het schrijven van poëzie. Zijn eerste werk bestond uit baantjes als leraar in verschillende steden.
In het Parijse milieu van vóór de Eerste Wereldoorlog was hij bevriend met kunstenaars als Guillaume Apollinaire, Amedeo Modigliani en Maurice Utrillo; in 1914 kreeg hij een kortstondige, turbulente verhouding met de schrijfster Katherine Mansfield. In 1916 haalde hij zijn vliegbrevet en deed hij kortstondig dienst als vliegenier. Met zijn roman L'Homme traqué (1922) won hij de Grand Prix du roman de l'Académie française. In totaal schreef hij zo'n honderd boeken, waaronder ook biografieën van onder meer Nerval, Utrillo, Verlaine en Villon. Met het geld dat hij verdiende met zijn toneelstuk Mon homme was hij in staat het kasteel 'Château Vert' in Cormeilles-en-Vexin te kopen, waar van 1904-1909 Octave Mirbeau had gewoond.
Zijn memoires, De Montmartre au Quartier Latin (1928), gaan vooral over zijn leven als bohemien in Parijs van 1900-1914. Carco werd lid van de Académie Goncourt in 1937. Tijdens de Tweede Wereldoorlog woonde hij met zijn tweede vrouw, die joods was, in Zwitserland. Hij overleed aan de ziekte van Parkinson en werd begraven in de Cimetière de Bagneux in Montrouge, een voorstad van Parijs.

## Keuze uit zijn werken
- Instincts (1911)
- Jésus la Caille (1914)
- Les Innocents (1917)
- Au coin des rues (1918, 1922)
- Les malheurs de Fernande (vervolg op Jésus la Caille, 1918)
- Les mystères de la morgue ou les fiancés du IVº arrondissement. Roman gai (1918)
- L'Equipe (1919)
- La Poésie (1919)
- Maman Petitdoigt (1920)
- Mon homme (1921)
- Francis Carco, raconté par lui-meme (1921)
- Promenades pittoresques à Montmartre (1922)
- L'homme traqué (1922)
- Vérotchka l'étrangère ou le goût du malheur (1923)
- De Montmartre au Quartier Latin (1928)
- Brumes (1935)
- L'ami des peintres (1944)

- Bibsys: 90638315
- Biblioteca Nacional de España: XX1229060
- Bibliothèque nationale de France: cb11885901c (data)
- Catàleg d'autoritats de noms i títols de Catalunya: 981058601806706706
- CiNii: DA01701281
- Gemeinsame Normdatei: 118668315
- International Standard Name Identifier: 0000 0003 6864 0218
- Library of Congress Control Number: n50058795
- Nationale Bibliotheek van Letland: 000085086
- Base Léonore: 19800035/160/20516
- MusicBrainz: 6a389a2a-f10c-4a68-9448-e439a659251d
- Bibliotheek van het Japanse parlement: 00435256
- Nationale Bibliotheek van Tsjechië: jn19990001323
- Nationale bibliotheek van Australië: 35025782
- Nationale Bibliotheek van Israël: 987007259583805171
- Nationale en Universitaire bibliotheek Zagreb: 000059999
- Nederlandse Thesaurus van Auteursnamen: 067663354
- PIC: 384566
- Réseau des bibliothèques de Suisse occidentale: 02-A000028799
- RKD-Nederlands Instituut voor Kunstgeschiedenis: 248507
- Istituto Centrale per il Catalogo Unico: RMSV105492
- LIBRIS: 320863
- SNAC: w6st8527
- Système universitaire de documentation: 026651483
- Trove: 799446
- Union List of Artist Names: 500461091
- Virtual International Authority File: 36912955
- WorldCat: E39PBJtMmb9P4RCWhjdwqkBtrq